# Sem Lenço, sem Documento
Sem Lenço, sem Documento é uma telenovela brasileira produzida e exibida pela TV Globo de 13 de setembro de 1977 a 4 de março de 1978, em 149 capítulos. Substituiu Locomotivas e foi substituída por Te Contei?, sendo a 20ª "novela das sete" exibida pela emissora.
Escrita por Mário Prata, teve direção de Régis Cardoso e Dennis Carvalho.

## Enredo
Tendo como cenário o Rio de Janeiro, a novela aborda a relação entre empregadas domésticas e patroas.
A pernambucana Rosário, caçula da família, deixa Olinda - por causa de boatos criados pelo pretendente - e vai tentar a sorte no Rio. Na cidade, já trabalham como domésticas suas três irmãs: Cotinha, Das Graças e Dorzinha. Unidas mas diferentes entre si, cada uma desenvolve sua história na trama.
Rosário é impetuosa e determinada. Quando chega ao Rio, consegue emprego na casa das irmãs Carla e Berta. Carla é escritora e manequim, uma jovem com ideias feministas que ensina-lhe boas maneiras para se comportar na cidade; Já Berta é uma jovem modelo ingênua e sonhadora. Além disso, Rosário ainda reencontra o complicado Zé Luís, responsável pela sua retirada de Olinda, e por quem ainda é apaixonada.
Outro personagem de destaque é Marco, um publicitário ousado que está envolvido em uma série de problemas financeiros e fora acusado de desonestidade. Vive um casamento fracassado com a jovem jornalista Yara, de quem logo se separa. Por isso, envolve-se e fica dividido entre o amor das irmãs Carla e Berta. Marco trabalha com Bilé e Jacques, seus melhores amigos e companheiros de trabalho na agência de publicidade de Heleno Duran. Bilé é um publicitário e dramaturgo atrapalhado mas profundamente sensível que abraça causas sociais. Ele conhece Carla e se envolve com ela, sem saber que a moça também está apaixonada por Marco. Jacques, por sua vez, é um profissional íntegro e um pouco ambicioso, fazendo o possível para conquistar uma alta posição na agência, como cortejar a filha do patrão, Lívia.
Cotinha, a mais velha das quatro irmãs pernambucanas, é uma mulher engraçada e expansiva, apaixonada pelo locutor de rádio Pérsio Galvão, de quem só conhece a voz e os poemas. Trabalha e mora, há anos, na casa de Heleno Duran, homem rico e poderoso, dono de uma conceituada agência de publicidade que vem enfrentando uma ligeira crise financeira. É casado com Gilda, mulher elegante e frustrada por não ter sido uma cantora lírica profissional, participando de um ou outro inexpressivo recital, onde só comparecem os familiares e dependentes de seu marido, e pai de Lívia, estudante expressiva que vive de viagens e noitadas em discoteca mas, no íntimo, quer viver um grande amor. A jovem conhece e encanta-se por Dinho, um boa-praça sem sorte que vive mentindo sobre sua baixa condição social, ao dizer que é filho de fazendeiro. Vive com a tia Dirce, mulher que, outrora, foi muito rica e seu amigo Patrício, jovem funcionário público que se mete nas suas confusões.
Das Graças, a segunda mais velha, é a única casada e a que hospeda Rosário, mesmo ameaçada de despejo. É casada com Olavo, homem conservador, de valores antigos, que está desempregado e temeroso por ser despejado. Vive pressionando Zita, a jovem filha do casal, a abandonar seu sonho de ser aeromoça e procurar um trabalho para ajudar no sustento da casa. Zita, por sua vez, não está disposta a acatar os desejos do pai contando com o apoio velado da mãe. Das Graças é muito amiga de Berenice, mulher vivida, torcedora fanática do Flamengo e irmã do simpático Tibúrcio, antiga paixão de Das Graças. Os três trabalham na casa do casal Nilo e Hilda Sodré. Nilo é um engenheiro que encontra dificuldade em conseguir um emprego por causa da idade, já Hilda é uma mulher espirituosa e de personalidade forte que assume as despesas domésticas, vendendo doces e salgados para fora, com a ajuda das empregadas. O casal tem dois filhos: o legítimo Fernando, conhecido como Nando, estudante tímido e apaixonado pela mimada Márcia; e o adotivo Evandro, determinado e trabalhador que, a princípio, se apaixona por Rosário.
Dorzinha, a terceira das irmãs pernambucanas, é a mais romântica. Adora fotonovelas, imaginando-se, com frequência, personagem de uma delas ao lado do namorado Juvenal, um trambiqueiro e mentiroso que almeja dar um golpe que lhe proporcione conforto e independência financeira. Juvenal mantém um relacionamento paralelo com Mabel, uma ex-vedete decadente. Para as duas, ele diz que está de licença mas, na verdade, não tem emprego. Dorzinha mora e trabalha na casa de Orozimba, irmã de Nilo, mulher extravagante, herança do seu passado rico. Tem mania de criar gatos, cobre os móveis com panos brancos e mantém um dos quartos da casa trancado com cadeados, proibindo a entrada de qualquer pessoa. Cuida com zelo dos pais, a divertida Eufrásia e o ranzinza Adamastor, e namora com Cláudio, golpista sofisticado que se passa por corretor de imóveis.
Dorzinha tem como grande amigo e confidente o jardineiro Victor, apaixonado pela patroa Orozimba, mais velha que ele. Victor é honesto e tem grande dedicação no trabalho com as flores, o que mais ama depois de sua mãe Margarete, conhecida como Margot, velha costureira que passa horas a fio conversando com Eufrásia.
Um personagem importante neste núcleo é Henrique. Advogado de Orozimba, trabalha num escritório no centro da cidade com o amigo, o tranquilo Dr. Gouveia, advogado de Marco. Henrique é um homem maduro, sedutor e apaixonado por Dorzinha, apesar de não ser correspondido até o dia em que desmascara Juvenal, passando então a viver um grande amor com a empregada.

## Elenco
| Interprete             | Personagem                    |
| ---------------------- | ----------------------------- |
| Bruna Lombardi         | Carla                         |
| Ney Latorraca          | Marco                         |
| Ivan Setta             | Bilé                          |
| Ana Braga              | Maria do Rosário (Rosário)    |
| Ana Helena Berenger    | Berta                         |
| Ricardo Blat           | Zé Luís                       |
| Isabel Ribeiro         | Maria das Graças (Das Graças) |
| Arlete Salles          | Maria das Dores (Dorzinha)    |
| Ilva Niño              | Maricota (Cotinha)            |
| Armando Bógus          | Dr. Henrique Prazeres         |
| Jaime Barcellos        | Heleno Duran                  |
| Marilu Bueno           | Gina Duran                    |
| Dary Reis              | Olavo                         |
| Jonas Bloch            | Jacques                       |
| Cidinha Milan          | Yara                          |
| Kléber Macedo          | Orozimba Sodré                |
| Lutero Luiz            | Cláudio                       |
| Sebastião Vasconcellos | Nilo Sodré                    |
| Joana Fomm             | Hilda Sodré                   |
| Luiz Orioni            | Juvenal                       |
| Irma Alvarez           | Mabel                         |
| Christiane Torloni     | Lívia Duran                   |
| Marcelo Picchi         | Dinho                         |
| Sônia de Paula         | Zita                          |
| Tião D'Ávila           | Patrício                      |
| Antônio Pedro          | Victor                        |
| Gracinda Freire        | Dirce                         |
| Milton Gonçalves       | Tibúrcio                      |
| Celeste Aída           | Eufrásia Sodré                |
| Antônio Victor         | Adamastor Sodré               |
| Cléa Simões            | Berenice                      |
| Ricardo Petraglia      | Evandro Sodré                 |
| Tony Ferreira          | Dr. Gouveia                   |
| Margarida Rey          | Margarete (Margot)            |
| José de Arimathéa      | Pérsio Galvão                 |
| Fábio Mássimo          | Fernando Sodré (Nando)        |
| Myrian Rios            | Márcia                        |

### Participações
| Interprete      | Personagem                                            |
| --------------- | ----------------------------------------------------- |
| Augusta Moreira | Tia Filó, tia das irmãs domésticas que vem para o Rio |
| Catita Soares   | Carminha, pretendente do Dr. Gouveia                  |
| Gilberto Nakamo | Dr. Nakamura, médico de Carla                         |
| Marta Anderson  | Marta, Modelo, amiga de Berta                         |
| Mário Petraglia | Silvério, primeiro rapaz que Rosário conhece no Rio   |
| Rosani Maia     | Cleonice, Secretária de Henrique e Dr. Gouveia        |
| Veluma          | Ela mesma, amiga de Berta                             |

## Exibição

### Outras Mídias
Foi disponibilizada em 16 de setembro de 2024 no Globoplay através do Projeto Fragmentos, que visa resgatar obras incompletas cujos capítulos foram perdidos em incêndios ou no processo de substituição de mídias físicas por questões econômicas. Foram preservados 6 capítulos da trama: 01, 02, 74, 75, 148 e 149.

## Recepção
A telenovela não conseguiu a mesma repercussão de sua antecessora Locomotivas, a trama não conseguiu agradar nem a crítica nem o público e foi apelidada pelo ator Ney Latorraca como "“sem lenço, sem documento e sem Ibope”. De acordo com o crítico Ismael Fernandes o motivo por trás disto seria: "O clima intelectual [que] pairava no ar, mesclando-se com os problemas domésticos das protagonistas. Um contraste temático que desafiou o autor e aborreceu o público".
Anos mais tarde, a novela Cheias de Charme de temática parecida porém musical e cômica, conseguiu ser sucesso.
Em entrevista ao jornal O Estado de São Paulo, em 21/04/1999, Mário Prata comentou sobre um desafio que Boni lhe lançou durante a escrita dos últimos vinte capítulos da telenovela. Ele queria que a média de audiência aumentasse de 65 para 75 pontos e ofereceu a Mário qualquer recompensa que ele desejasse se conseguisse atingir a meta. O autor pediu duas passagens para Tóquio com paradas em Paris e São Francisco. Para aumentar a audiência, Mário decidiu dar um tiro na personagem de Bruna Lombardi. A estratégia funcionou e o Ibope subiu 15 pontos. No entanto, ao revelar que Bruna sairia do hospital no dia seguinte, Boni cancelou a promessa da viagem a Tóquio.

## Trilha Sonora

### Nacional
Capa: Logotipo da Novela
| N.º | Título                 | Música         | Personagem                 | Duração |  |
| 1.  | "Senhorita, Senhorita" | Wando          | Das Graças                 |         |  |
| 2.  | "A Noite Vai Chegar"   | Lady Zu        | Geral                      |         |  |
| 3.  | "A Menina do Subúrbio" | Dudu França    | Rosário                    |         |  |
| 4.  | "Malandrone"           | Betinho        | Cláudio                    |         |  |
| 5.  | "Pandeiro é Meu Nome"  | Chico da Silva | Tibúrcio, Dirce e Berenice |         |  |
| 6.  | "Pombo Correio"        | Moraes Moreira | Patrício                   |         |  |
| 7.  | "Alegria, Alegria"     | Caetano Veloso | Abertura                   |         |  |
| 8.  | "Sonhos"               | Peninha        | Dorzinha                   |         |  |
| 9.  | "Pense Menos"          | Tim Maia       | Marco                      |         |  |
| 10. | "O Leãozinho"          | Caetano Veloso | Carla                      |         |  |
| 11. | "Velho Demais"         | Placa Luminosa | Nilo                       |         |  |
| 12. | "Comportamento"        | Marcio Lott    | Lívia                      |         |  |
| 13. | "Onde Tu Tá, Neném?"   | Luiz Gonzaga   | Rosário e Zé Luís          |         |  |
| 14. | "Doméstica"            | Vera de Campos | Cotinha                    |         |  |

### Internacional
Capa: Logotipo da Novela
| N.º | Título                                                     | Música                       | Personagem              | Duração |  |
| 1.  | "I Love You"                                               | Donna Summer                 | Victor                  |         |  |
| 2.  | "Swayin' To The Music (Slow Dancin')"                      | Johnny Rivers                | Marco e Berta           |         |  |
| 3.  | "I Need a Man"                                             | Grace Jones                  | Mabel e Juvenal         |         |  |
| 4.  | "You Took My Breath Away"                                  | Kaplan Kaye                  | Henrique                |         |  |
| 5.  | "Walk Softly"                                              | Gladys Knight & the Pips     | Heleno e Gilda          |         |  |
| 6.  | "Don't Stop"                                               | Fleetwood Mac                | Jacques                 |         |  |
| 7.  | "Big Bamboo"                                               | Saragossa Band               | Locação: Rio de Janeiro |         |  |
| 8.  | "Emotion"                                                  | Samantha Sang feat. Bee Gees | Lívia e Dinho           |         |  |
| 9.  | "Dedicatto a Una Stella"                                   | Stelvio Cipriani             | Rosário                 |         |  |
| 10. | "Zodiac"                                                   | Roberta Kelly                | Sulamita e Evandro      |         |  |
| 11. | "Love Me More"                                             | Barry Dean                   | Bilé                    |         |  |
| 12. | "Summer Love"                                              | Edward Cliff                 | Carla                   |         |  |
| 13. | "I Didn't Know I Loved You (Till I Saw You Rock And Roll)" | Gary Glitter                 | Geral                   |         |  |
| 14. | "You"                                                      | Wellington                   | Nando e Márcia          |         |  |

## Ligações Externas
- Sem Lenço, sem Documento. no IMDb.